# Гірсгаузен
Гірсгаузен (нім. Giershausen) — громада в Німеччині, розташована в землі Рейнланд-Пфальц. Входить до складу району Альтенкірхен. Складова частина об'єднання громад Фламмерсфельд.
Площа — 2,11 км2. Населення становить 102 ос. (станом на 31 грудня 2020).